# Tungumúlafjall
Tungumúlafjall är en kulle i republiken Island. Den ligger i regionen Västfjordarna, 170 km norr om huvudstaden Reykjavík. Toppen på Tungumúlafjall är 474 meter över havet.
Närmaste större samhälle är Tálknafjörður, omkring 17 kilometer nordväst om Tungumúlafjall.